# 隆中
“隆中”是王隐对沔之阳“隆山”的加注，是隆山的泛区域化称谓，说不上是具体地名。《蜀记》记载的隆山（隆中）在“沔之阳”，与后世出现的襄阳“古隆中”南辕北辙。
襄阳古隆中則位于中国大陸湖北省襄阳市西郊13公里的西山环拱之中，是个借用历史题材，附会“汉”文化的风景区。“隆中”这个地名在汉末三国是不存在的，所有三国史书均没有任何记载。清晚期，襄陽把位于阿头山的明代襄简王墓石牌坊改刻為“古隆中”牌坊，1982年谭其骧以个人名义擅改1975版国家地图出版社《中国历史地图集》魏荆州图，把阿头山标注抹去，第一次将"隆中"明确标注在地图中，并将在汉江南的“隆中”画肓肠飞地划归南阳郡管辖。目的是为了附会习凿齿《汉晋春秋》中“亮家于南阳之邓县，在襄阳城西二十里，号曰隆中”之语。”
有人认为此地是三国时期著名政治家、军事家诸葛亮寓居的地方，但并不是历史上著名的刘备三顾茅庐的史事发生地与《草庐对》的出典之地。

## 诸葛亮躬耕地之争
关于诸葛亮躬耕地真正的所在地，有隆中与南阳市卧龙岗两种说法，长期引发各界争议。

## 历史地图中的标示
谭其骧主编的《中国历史地图集》的东汉荆州刺史部地图显示南阳郡与南郡的边界犬牙交错，南郡东北部分在汉水以北，与南阳郡南部以绿林山为界，隶属南阳的邓县有一块在汉水以南，深入南郡襄阳境内。在该地图集的三国魏荆州地图里，隆中位于南阳郡邓县以南的襄阳郡境内，其东南部为南阳郡的樊城和襄阳郡的襄阳。
张其昀监修的《中国历史地图》里标示隆中在襄阳西北方。

## 文物保护情况
1956年11月15日，以“隆中諸葛亮故居”的名义被湖北省人民委员会列为第一批湖北省文物保护单位；1996年11月20日，以“襄阳“古隆中””的名义被中华人民共和国国务院列为第四批全国重点文物保护单位。
其作为文物的保护范围为：东以大小旗山分水岭为界，西至龙稍，南至杨家垴，北到隆中山顶。
其作为文物的建设控制地带为：从保护范围向外延伸1000米。